# Cap Figalo
 (novembre 2023).
Si vous disposez d'ouvrages ou d'articles de référence ou si vous connaissez des sites web de qualité traitant du thème abordé ici, merci de compléter l'article en donnant les références utiles à sa vérifiabilité et en les liant à la section « Notes et références ».
Le cap Figalo est un cap algérien, situé dans le wilaya d'Aïn Témouchent, sur la côte occidentale de l'Algérie, entre Oran et la frontière avec le Maroc, à environ 6 km à l'ouest de Bouzedjar mais sur la commune d'El Messaid. Il marque la limite sud-est de la mer d'Alboran, mer la plus occidentale de la Méditerranée.
La marine nationale française y opérait un sémaphore lors de la guerre d'Algérie.